# 니카이도 마리
니카이도 마리(二階堂マリ)는 근육맨에 등장하는 히로인이다.

## 소개
니카이도 링코의 양 어머니. 쾌걸 근육맨 2세 17화에서 등장하며, 유치원을 운영하고 있는데, 투니버스 더빙판에서는 착한마음유치원으로 번역 되었다. 알렉산드리아 미트와 재회한다.